# Supersine
|  | Sammenskrivningsforslag Artiklen Supersine er foreslået føjet ind i Andersine And. (Siden januar 2019) Diskutér forslaget |

Supersine er en superhelt, der nogle gange er med i jumbobøgerne. Hendes rigtige identitet er Andersine And.
Supersine blev opfundet af den italienske forfatter Guido Martina den 8. april 1973. Han skabte figuren, fordi man på dette tidspunkt talte meget om ligestilling mellem kvinder og mænd. I Danmark udkom Supersine i 1978 i jumbobog nr. 28. I historierne arbejder hun nogle gange sammen med Stålanden (Anders And) og hjælper med at bekæmpe skurke.